# Вулиця Петра Дорошенка (Черкаси)
Ву́лиця Петра Дорошенка — вулиця в Черкасах.

## Розташування
Починається від вулиці Берегової і простягається до вулиці Чигиринської. Далі вулиця продовжується трохи зсунувшись на південь і простягається через вулицю Гетьмана Сагайдачного, де створено автомобільне коло, далі до колишнього радгоспу.

## Опис
Вулиця неширока. Початкова ділянка проходить через промислову зону, середня — через житловий масив Дніпровського мікрорайону. Остання частина вулиці проходить через незабудовану територію і лише кінець знаходиться в мікрорайоні Радгосп.

## Походження назви
Вулиця до 1971 року називалась Цегельною, потім називалася на честь радянського космонавта Віктора Пацаєва. З 22 грудня 2022 року перейменована на честь гетьмана Війська Запорозького Петра Дорошенка.